# Canton de Laroque-Timbaut
Le canton de Laroque-Timbaut est une ancienne division administrative française située dans le département de Lot-et-Garonne, en région Aquitaine.

## Géographie
Ce canton était organisé autour de Laroque-Timbaut dans l'arrondissement d'Agen. Son altitude variait de 64 m (La Sauvetat-de-Savères) à 236 m (La Croix-Blanche) pour une altitude moyenne de 189 m.

## Histoire
De 1833 à 1848, les cantons de Laroque-Timbaut et de Prayssas avaient le même conseiller général. Le nombre de cantons était limité à 30 par département.

## Représentation

### Conseillers généraux de 1833 à 2015
| Période | Période          | Identité                                                         | Étiquette                       | Qualité |
| ------- | ---------------- | ---------------------------------------------------------------- | ------------------------------- | --- |
| 1833    | 1848             | Pierre Boissié                                                   | Droite                          | Propriétaire, maire de Laugnac Représentant du peuple (1848-1851)                                                                                   |
| 1848    | 1852             | Louis Adolphe Descressonnières (des Cressonnières)               |                                 | Négociant à Agen |
| 1852    | 1866 (démission) | Benoît Sicard                                                    |                                 | Juge de paix à Laroque-Timbaut, conseiller d'arrondissement                                                                                         |
| 1866    | 1877             | Pierre François Frédéric d'Aymar d'Alby Marquis de Châteaurenard | Droite                          | Ancien ministre plénipotentiaire Premier secrétaire de l'ambassade de France à Saint-Pétersbourg Conseiller d'État Propriétaire à Cauzac et à Paris |
| 1877    | 1881 (décès)     | Joseph Danty                                                     | Républicain                     | Notaire Maire de Laroque-Timbaut (1871-1881) |
| 1882    | 1917 (décès)     | Jean-Abel Montels                                                | Républicain                     | Docteur en droit Avocat à la Cour d'appel d'Agen Maire de Saint-Robert                                                                              |
| 1917    | 1919             | siège vacant                                                     |                                 | |
| 1919    | 1923 (décès)     | Aimé Henri Brocq                                                 |                                 | Avocat à Agen , maire de Laroque-Timbaut |
| 1923    | 1940             | Gaston Bentalou                                                  | Rad.                            | Propriétaire à Monbalen, conseiller d'arrondissement Nommé conseiller départemental en 1943                                                         |
|         |                  |                                                                  |                                 | |
| 1945    | 1967 (décès)     | Hervé Valois                                                     | SFIO puis UFD puis PSA puis PSU | Médecin Maire de Laroque-Timbaut (1944-1965) |
| 1967    | 1992             | Jean-Henri Vidal                                                 | DVG puis MRG puis UDF-Rad.      | Chef de district à EDF Maire de Laroque-Timbaut (1966-1995)                                                                                         |
| 1992    | 1998             | Aldo Vecchiato                                                   | Rad.                            | Artisan menuisier. Conseiller municipal et maire adjoint de Laroque-Timbaut de 1971 à 2001                                                          |
| 1998    | 2011             | François Jalet                                                   | DVG                             | Professeur Maire de Laroque-Timbaut (1995-2001) |
| 2011    | 2015             | Georges Denys                                                    | PS                              | Éducateur technique spécialisé Maire de Laroque-Timbaut (2001-2014)                                                                                 |

### Conseillers d'arrondissement (de 1833 à 1940)
| Période                                  | Période      | Identité             | Étiquette                   | Qualité |
| ---------------------------------------- | ------------ | -------------------- | --------------------------- | --- |
| 1833                                     | 1852         | Benoit Sicard        |                             | Juge de paix à Laroque-Timbaut                                                                              |
|                                          |              |                      |                             | |
|                                          | 1887 (décès) | M. Troupel           | Droite                      | |
| 1887                                     | 1898         | Léon Troupel         | Droite                      | Propriétaire à Laroque-Timbaut                                                                              |
| 1898                                     |              | Pierre-Marcelin Aché | Radical                     | Maire de Laroque-Timbaut                                                                                    |
|                                          |              |                      |                             | |
| 1922                                     | 1923         | Gaston Bentalou      | Rad.                        | Propriétaire à Monbalen                                                                                     |
| 1928                                     | 1940         | Pierre Lavergne      | Radical de défense agricole | Agriculteur , maire de Saint-Robert                                                                         |
| 1940                                     |              |                      |                             | Les conseils d'arrondissement ont été suspendus par la loi du 12 octobre 1940 et n'ont jamais été réactivés |
| Les données manquantes sont à compléter. |              |                      |                             | |

## Composition
Le canton de Laroque-Timbaut groupait 8 communes et comptait 4 411 habitants (population municipale au 1er janvier 2010).
| Communes               | Population (2012) | Code postal | Code Insee |
| ---------------------- | ----------------- | ----------- | ---------- |
| Cassignas              | 120               | 47340       | 47050      |
| Castella               | 334               | 47340       | 47053      |
| La Croix-Blanche       | 843               | 47340       | 47075      |
| Laroque-Timbaut        | 1 516             | 47340       | 47138      |
| Monbalen               | 412               | 47340       | 47171      |
| Saint-Robert           | 188               | 47340       | 47273      |
| Sauvagnas              | 471               | 47340       | 47288      |
| La Sauvetat-de-Savères | 527               | 47270       | 47289      |

## Démographie
| 1962  | 1968  | 1975  | 1982  | 1990  | 1999  | 2006  | 2010  | - |
| ----- | ----- | ----- | ----- | ----- | ----- | ----- | ----- | - |
| 2 539 | 2 769 | 2 768 | 3 204 | 3 484 | 3 804 | 4 243 | 4 411 | - |